# 바리어붕따우성
바리어붕따우성(베트남어: Bà Rịa–Vũng Tàu / 婆地-淎艚省)은 베트남의 오래된 지방이다. 2025년 6월 12일, 바리어붕따우성 성이 호찌민시 편입되었다.

## 역사
꼰다오 제도를 제외하고, 바리어붕따우성은 모두 한때 북쪽 동나이성의 일부였다. 1979년 붕타우는 동나이에서 떨어져 나왔고, 꼰다오 제도(이전에는 허우장성의 일부)와 합병되어 새로운 붕따우-꼰다오 특별 구역을 형성했다. 이후 1992년 바리어가 동나이성에서 떨어져 나와 붕따우-꼰다오와 결합하면서 현재의 성이 되었다.

## 날씨
바리어붕따우는 열대우림기후로 건기와 우기로 뚜렷하게 나뉜다. 우기는 3월부터 시작하여 10월까지이며 건기는 11월부터 4월까지이다. 우기에는 남서 몬순이, 건기에는 북동 몬순의 영향을 받는다. 평균 온도는 27도이며 가장 낮은 때는 24.8도에서 가장 높은 때는 28.6도까지 올라간다. 일조량이 많아서 연 평균 일조시간은 2400 시간이며 평균 강수량은 1500mm로 습한 기후이다. 바리어붕따우에는 태풍이 거의 없는 장점이 있다.

## 행정 구역

### 시
- 바리어시 (Bà Rịa / 婆地市) * 성도
- 붕따우시 (Vũng Tàu / 淎艚市)

### 시사
- 푸미 시사 (Phú Mỹ / 富美市社)

### 현
- 쩌우득현 (Châu Đức / 周德縣)
- 꼰다오현 (국립 공원 Côn Đảo / 崑島縣)
- 덧도현 (Đất Đỏ / 坦𣠶縣)
- 롱디엔현 (Long Điền / 隆田縣)
- 쑤옌목현 (Xuyên Mộc / 川木縣)

### 인구
베트남 통계청의 2015년 통계에 따르면 인구는 1,072,600명이다. 도에 있는 도시화는 국가 평균 (50.52%)보다 높다.
| 면적 (km2)                     | 91.5       | 141.1       | 333.84     | 422.6         | 76    | 189.6        | 77           | 640.9         |
| 인구                           | 205,192    | 527,025     | 221,030    | 143,306       | 8,360 | 76,659       | 140,485      | 162,356       |
| 밀도(명/km2)                   | 1,338      | 3,635       | 720        | 339           | 110   | 404          | 1,825        | 253           |
| 하위 행정 구역                 | 8 방, 3 사 | 16 방, 1 사 | 5 방, 5 사 | 1 시진, 15 사 | 16 섬 | 2 시진, 6 사 | 2 시진, 5 사 | 1 시진, 12 사 |
| 설립년                         | 2012       | 1992        | 2018       | 1994          | 1991  | 2003         | 2003         | 1976          |
| 출처: 바리어-붕따우성 웹사이트 |            |             |            |               |       |              |              |               |

## 경제
성 정부의 경제 활동으로는 석유(가장 중요), 푸미 발전소와 바리아 발전소(전체 발전 용량의 약 40% 차지)와 석유 화학 제품: 우레아 공장 (연간 800,000톤), 폴리에틸렌 (연간 100,000톤), 제강 생산과 시멘트 생산, 관광, 상거래와 낚시 또한 이주의 중요한 경제 활동이다. 바리어붕따우는 국가 예산에 크게 기여하고 있다. 2005년은 베트남 전체 예산의 약 24%를 차지했다. 이것은 호치민에 이어 2위에 해당하는 기록이며, 2위를 차지한 하노이보다 앞선다. 1인당 GDP는 4,000 달러가 넘지만, 석유 GDP를 제외하면 2천 달러를 넘는다. (호찌민시는 이 지수로 1,850달러로 2위) 생활 수준면에서 바리어-붕따우는 호찌민시와 하노이 뒤를 이어 3위를 차지했다.
바리어붕따우는 또한 베트남의 외국인 직접 투자 (FDI) 획득 국가 중 5위 안에 있는 주요 외국인 직접 투자(FDI) 요지 중 하나이다. 관광에는 사이공 아틀란티스 리조트 (자본금 3억 달러), 붕따우 수족관과 바우쩡 엔터테인먼트 파크 (5억 달러), 쑤옌목 사파리 (2억 달러) 등 대형 프로젝트의 라이센스가 있거나 곧 라이센스가 부여된다.
붕따우에는 한국석유공사와 SK에너지가 지분을 가지고 있는 《롱도이 유전》이 있다. 포스코도 2009년 11월 푸미 공단에서 동남아시아 최대 규모의 냉연 강판 생산공장을 준공했다. 이 사업과 관련하여 대한통운도 전용부두 운영사로 참가하고 있다.

## 교통
바이어붕따우성은 산업지구, 항만단지, 주요 고속도로, 환적로 등과 인접해 있어 베트남의 주요 무역 관문 역할을 한다. 도내 인프라 투자는 도내뿐만 아니라 호찌민시, 동나이성 등 인접 경제 거점과의 연계성을 높였다.

### 공항
호찌민 시에 있는 탄손나트 국제공항은 바리어붕따우성으로부터 90km 이하, 까이멥 - 티바이 항만 단지에서 약 70km 떨어져 있다.
또 건설 중인 롱타인 국제공항은 항만 단지에서 30분 정도, 바리어붕따우성에서 50km 정도밖에 떨어져 있지 않다.

### 항구
바이어붕따우성은 까이멥-티바이 항만 단지(Cai Mep - Thị Vải Cai Mep - Thị Vải port complex)로 인해 동남아시아에서 국제 선적을 위한 주요 관문이 되었다. 항만 시스템은 이 지역의 주요 항만 중 하나로 19만 척의 DWT(Deadweight Tonnage) 선박을 처리할 수 있는 세계 19개 항만 중 하나이다.
이 항만단지의 컨테이너선은 북미뿐 아니라 유럽으로 물자를 수송할 수 있다. 또한 바이어붕따우성은 호찌민시의 깟라이항(2군)에서 약 70km 떨어져 있다.
정부는 또 터미널과 도로 인프라 개발에 대한 투자를 늘려 연결성, 효율성, 항만 용량을 늘릴 계획이다.

### 도로
이 지방은 국도 51호선, 국도 1A호선과 같은 주요 국도를 이용할 수 있다. 이 밖에 호찌민시 - 롱타인 - 저우자이 고속도로, 비엔호아 - 붕따우 고속도로, 비엔륵 -롱타인 고속도로(2020년 개통) 등 고속도로는 주변 지방과의 연결을 더욱 강화한다.
바이어붕따우성 내부에서는, 항만이나 공업지구의 국가 도로 시스템과의 연결은 수많은 지역 고속도로, 항만 도로, 공업지대 도로의 지원을 받는다.

## 관광
붕따우는 특히 해변과 식민지 시대의 건축물로 잘 알려져 있는 중요한 관광지로 베트남의 가톨릭 소수민족이 세운 큰 동상인 붕따우 그리스도상가 있다. 이 대형 동상은 높이가 32m, 팔이 18.4m에 이르며 1974년에 완성되었다. 이 동상은 아시아에서 가장 높은 그리스도 조각상들 중 하나이다. 가장 유명한 관광지로는 기존의 매우 인기 있고 붐비는 붕따우와 롱하이의 해변과 남중국해 연안에 위치한 호짬과 호꼭의 새롭게 다가오는 여행지가 있다. 이 지방의 주요 언론사는 바리어-붕따우 데일리 신문이다.
지역 사회 경제 발전의 한 축으로 관광을 결정하면서 2017년 초 바리어-붕따우성은 관광부를 다시 설립하기로 결정했다. 연말까지 바리어-붕따우성 당위원회는 관광 인프라를 발전시키고 현대성과 차이의 방향으로 관광 상품과 서비스의 질을 향상시키는 동시에 안전하고 문명적이며 우호적인 관광 환경을 보장하기 위한 고품질의 관광 개발 결의안을 발표했다. 바리어-붕따우성 관광국장인 찐항에 따르면 관광부는 설립 이후 도민위원회에 도 전역의 관광지 시설의 인구조사, 관광지 관리 강화 방안, 플라타 등 여러 가지 계획을 밝혔다. “관광 서비스 기준 충족”이라는 제목으로 관광지 선정 규정, 해수욕장 관리 규정 계획, 2025년까지 바 라뷔앙타우 지방의 관광개발 마스터플랜을 2030년까지 완성한다.
지방 관광업계와 지방 당국의 노력으로 바리어-붕따우 관광의 이미지는 방문객들에게 긍정적인 인상을 심어주었다. 이 시기에 붕따우를 방문한 많은 다른 방문객들도 목적지의 변화에 깊은 인상을 받았다. 붕따우 관광은 그것의 위신과 계급들을 매우 많이 되찾고 있다.

## 갤러리

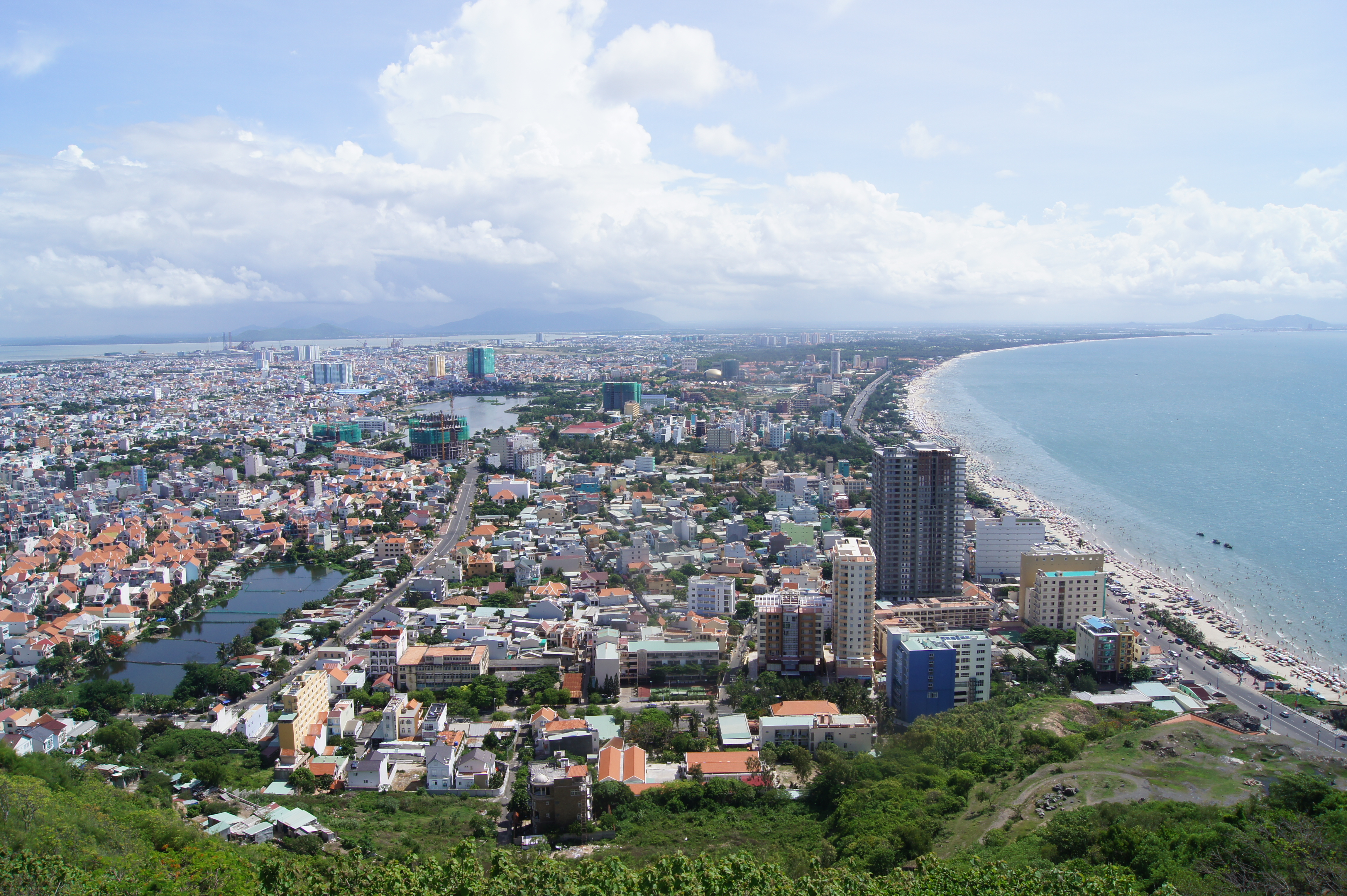
붕따우, 이 성의 대표 도시
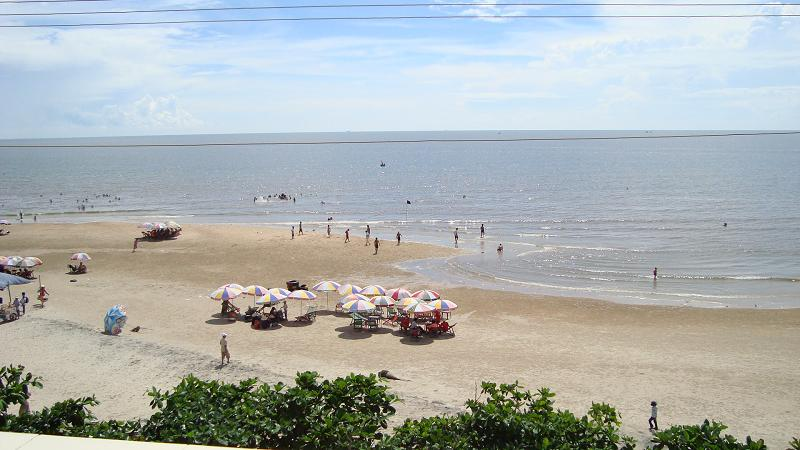
로하이에 있는 해변, 관광 명소
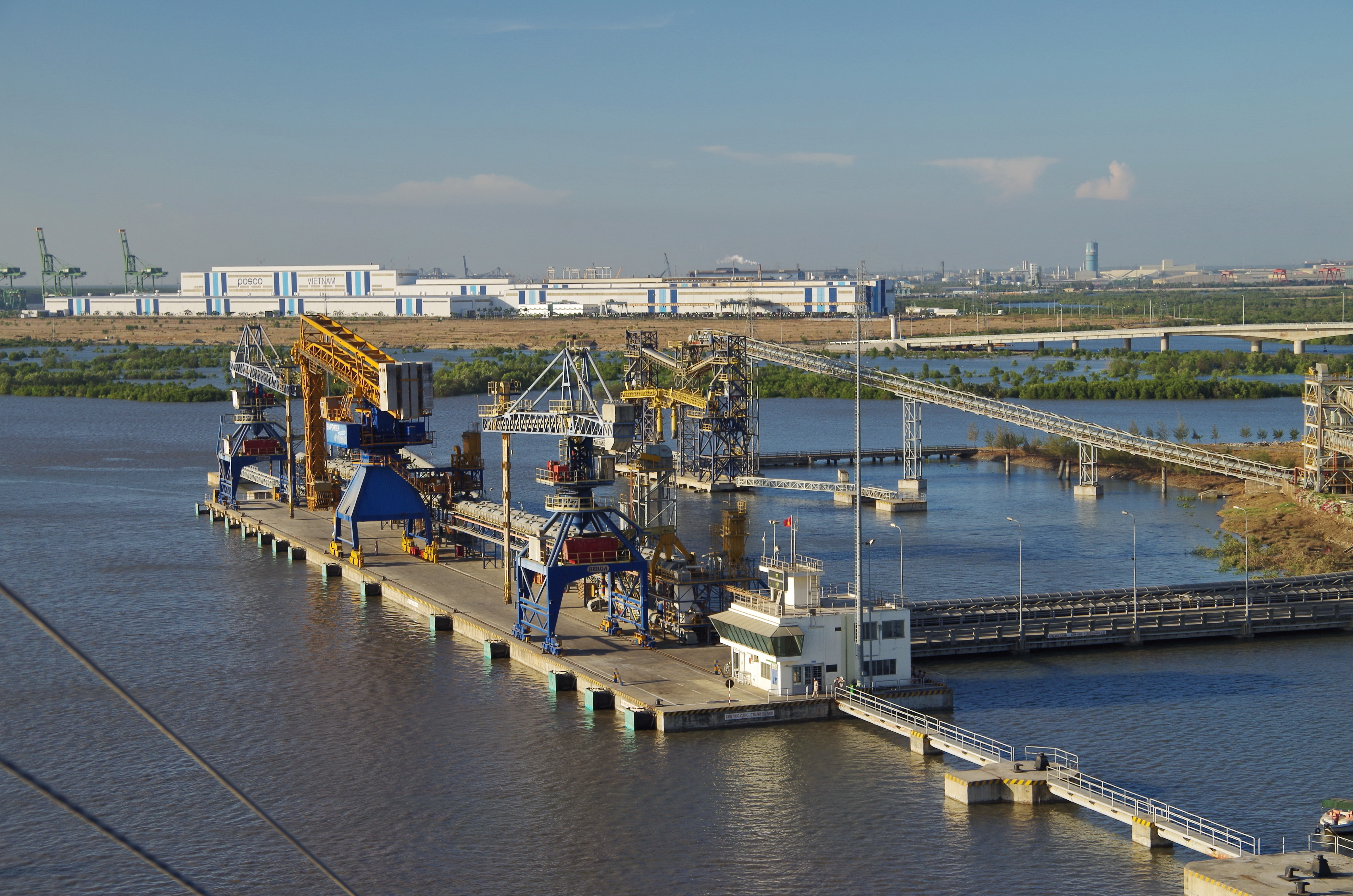
산업 도시 푸미에 있는 항구
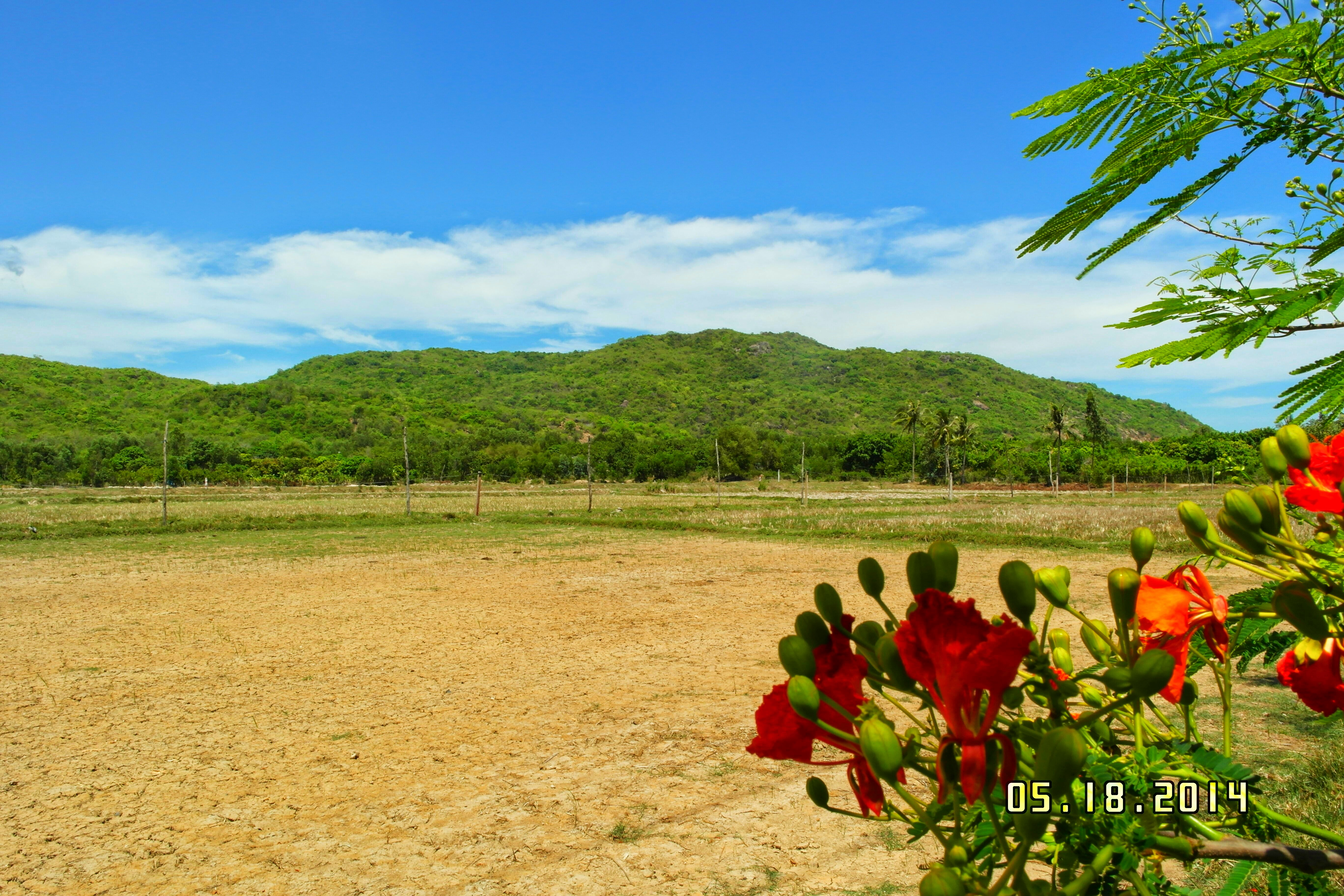
롱디엔 안응아이
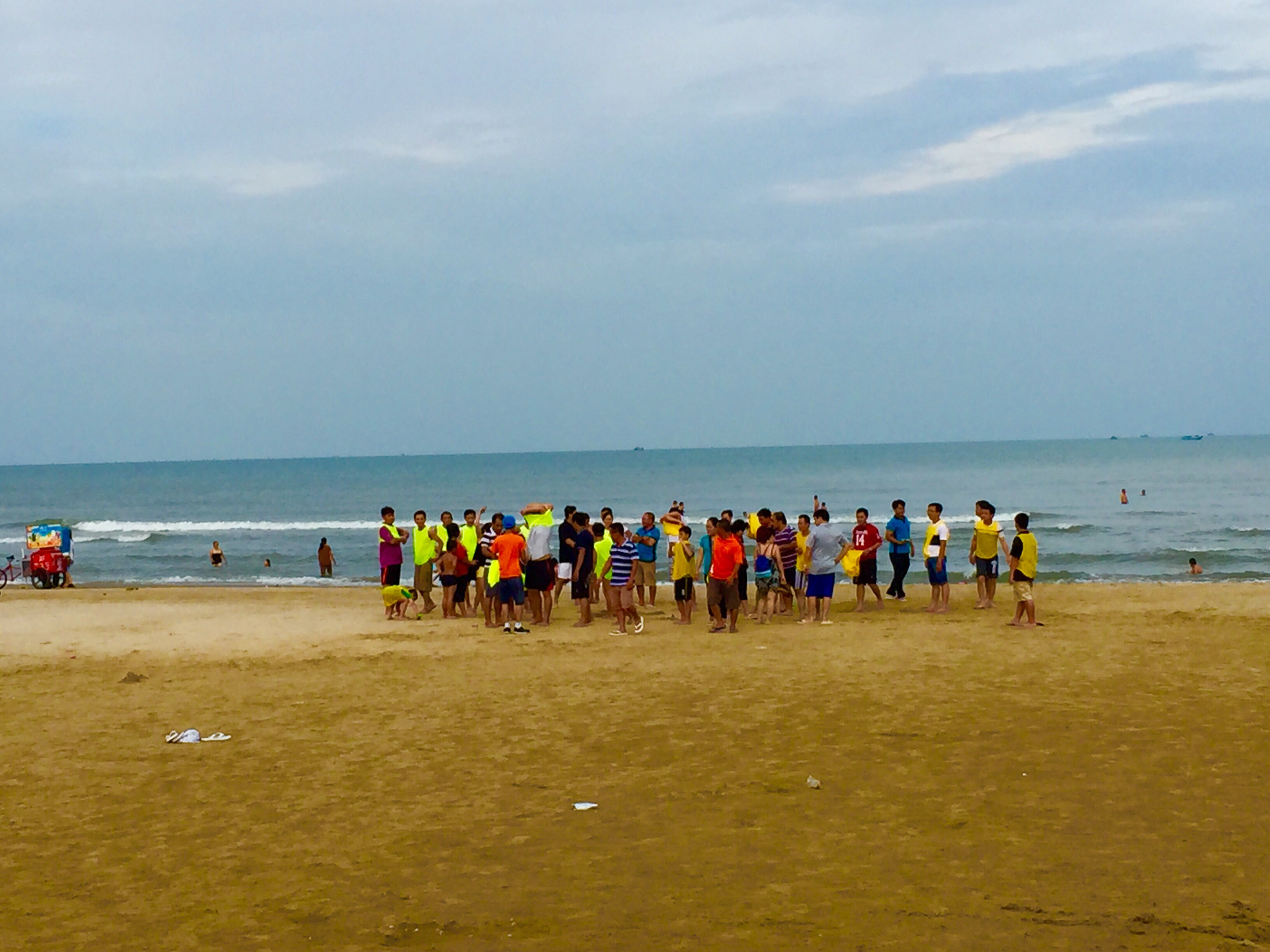
붕따우시 투이번
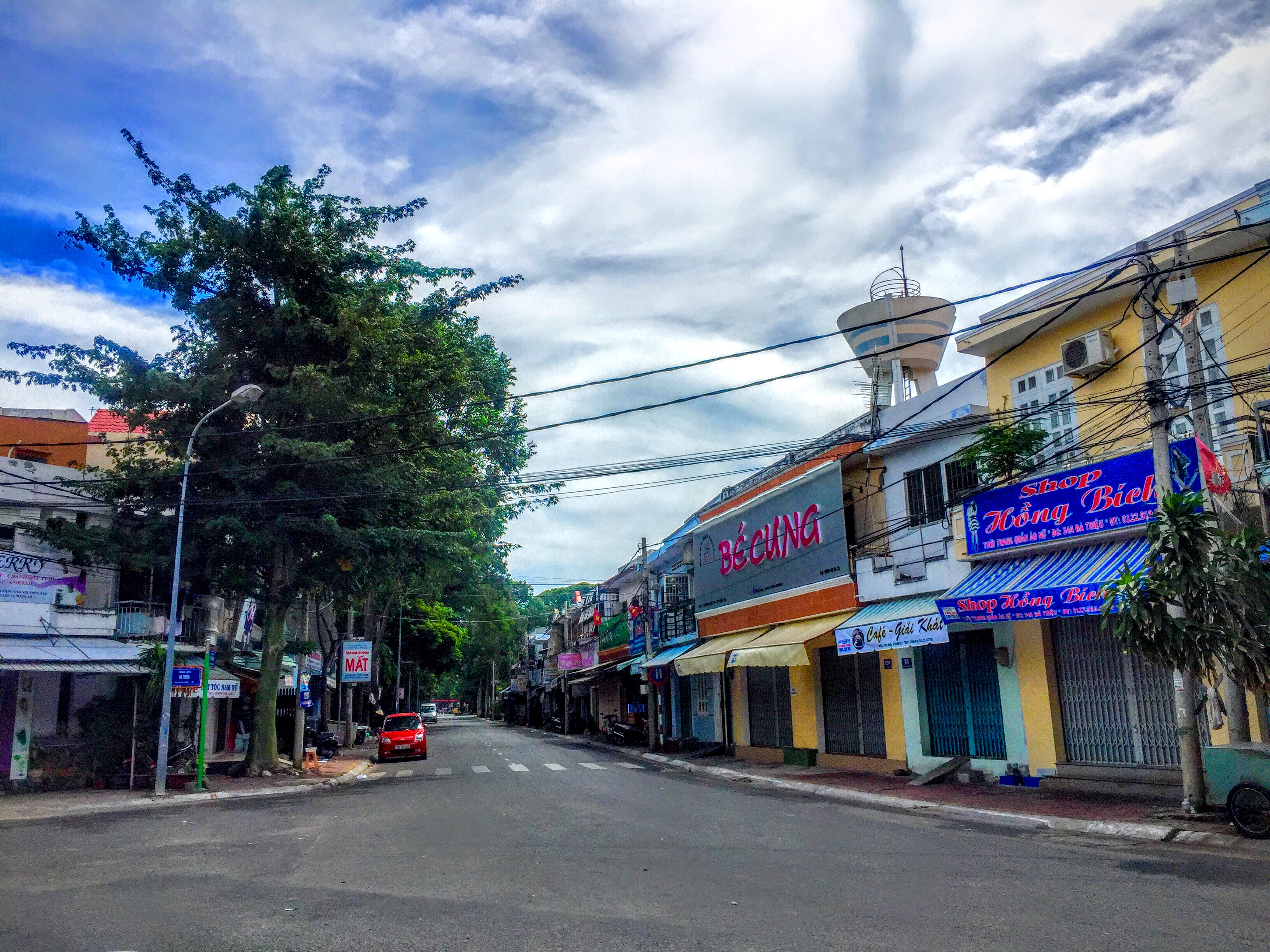
바찌에우
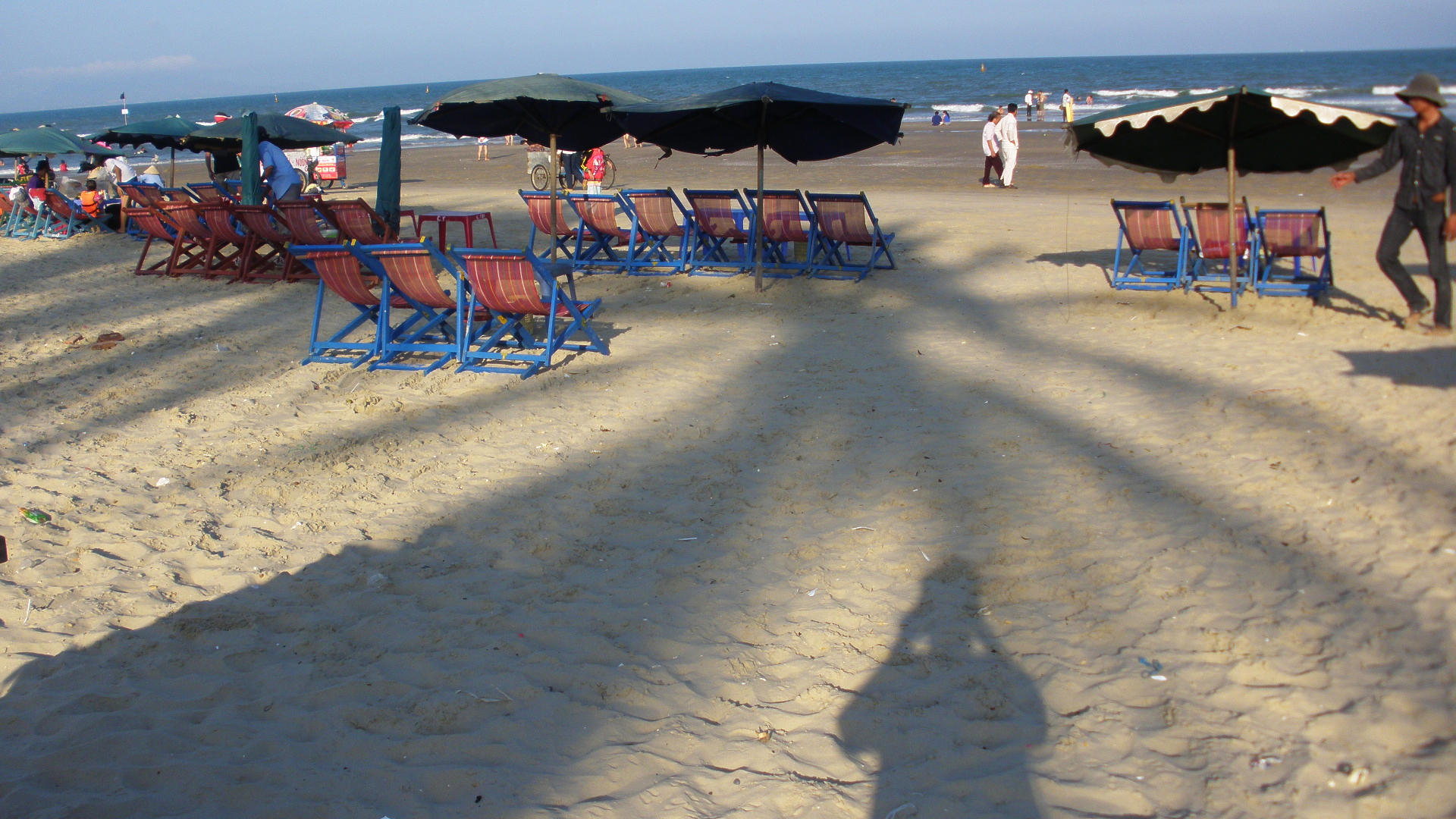
투이번 해변
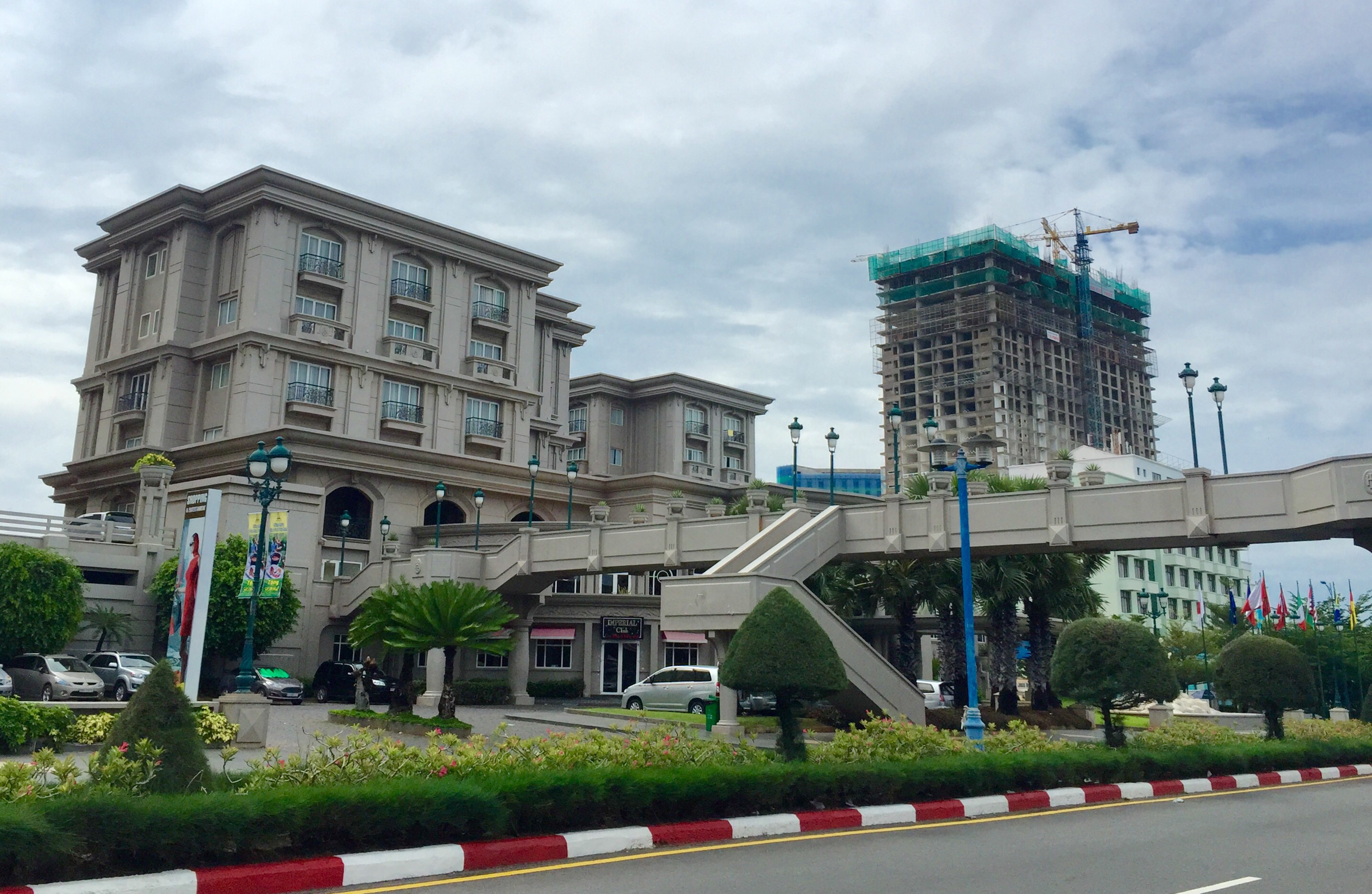
투이번

## 자매 도시
바리어붕따우성에는 11개의 자매 도시가 있다.
| 도시/국가                | 시기             |
| ------------------------ | ---------------- |
| 패러매타, 호주           | 1993년 9월 30일  |
| 전라남도                 | 1997년 5월 12일  |
| 로스토프, 러시아         | 2000년 2월 28일  |
| 스베르들롭스크주, 러시아 | 2000년 9월 9일   |
| 고양시, 대한민국         | 2003년 7월 31일  |
| 안산시, 대한민국         | 2004년 8월 17일  |
| 노던 준주, 호주          | 2007년 9월 19일  |
| 노바스코샤, 캐나다       | 2009년 11월 30일 |
| 포항시, 대한민국         | 2010년 3월 9일   |
| 네네츠 자치구, 러시아    | 2010년 10월 31일 |
| 가와사키시, 일본         | 2012년 9월 15일  |

## 같이 보기
- 베트남의 행정구역